# Lerwick Town Hall

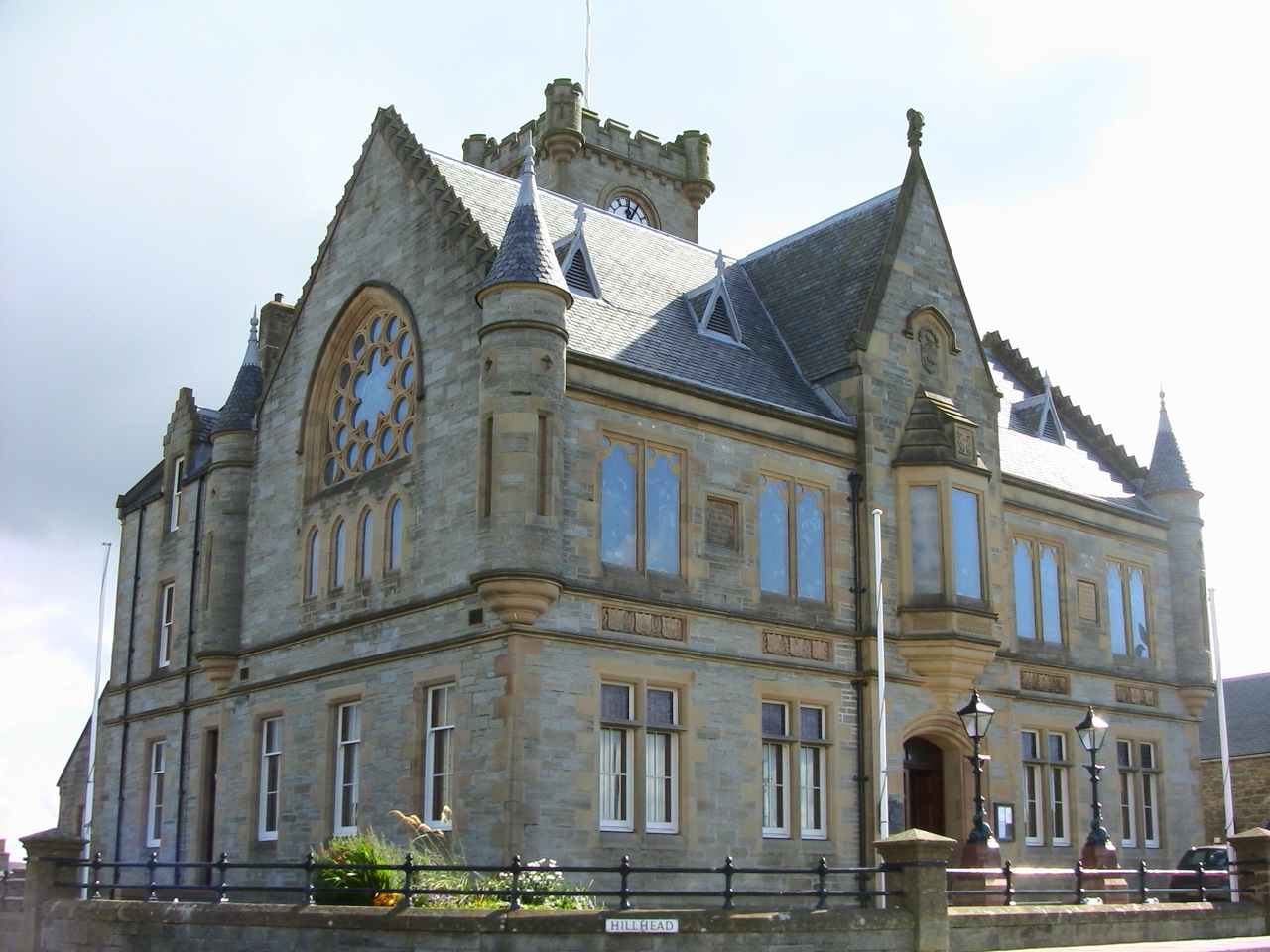
Le Lerwick Town Hall.

Lerwick Town Hall est le siège du Shetland Islands Council. Le bâtiment sert aussi de salle communale. Conçu par Alexander Ross, il est construit en 1884 pour un coût 3 240 £. Il est classé dans la catégorie B des monuments historiques du Royaume-Uni. Le Lerwick Town Hall est situé sur le point culminant de la ville de Lerwick.